# Flogisztonelmélet

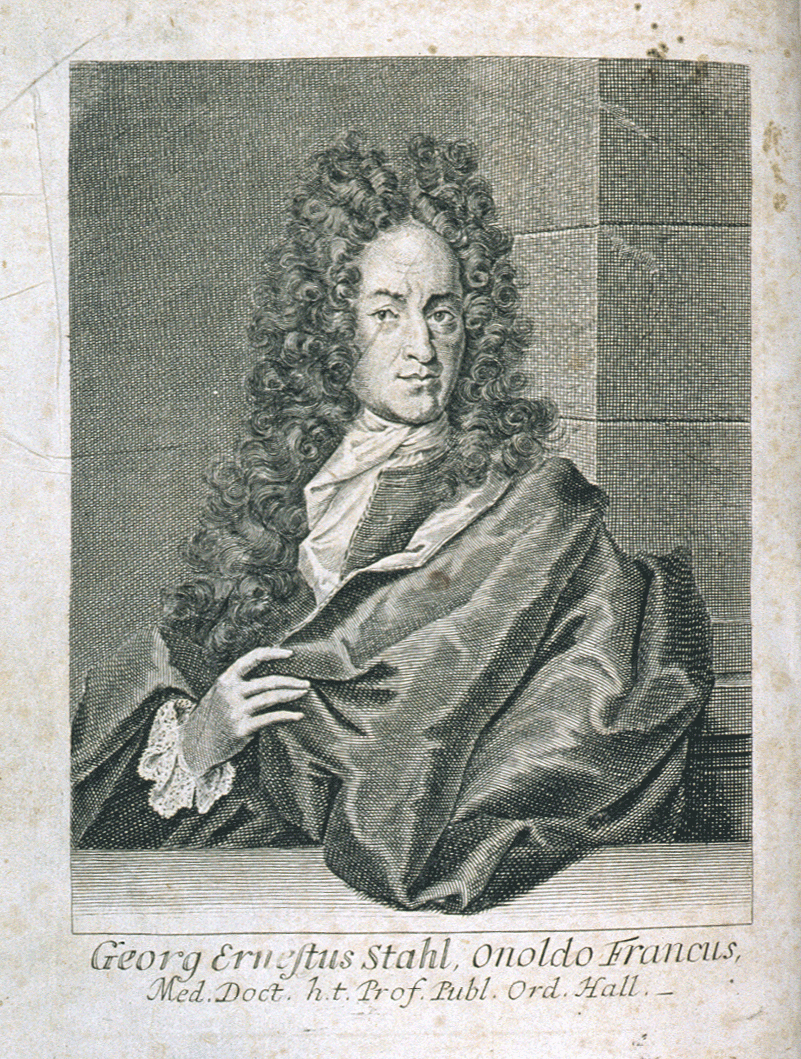
Georg Ernst Stahl

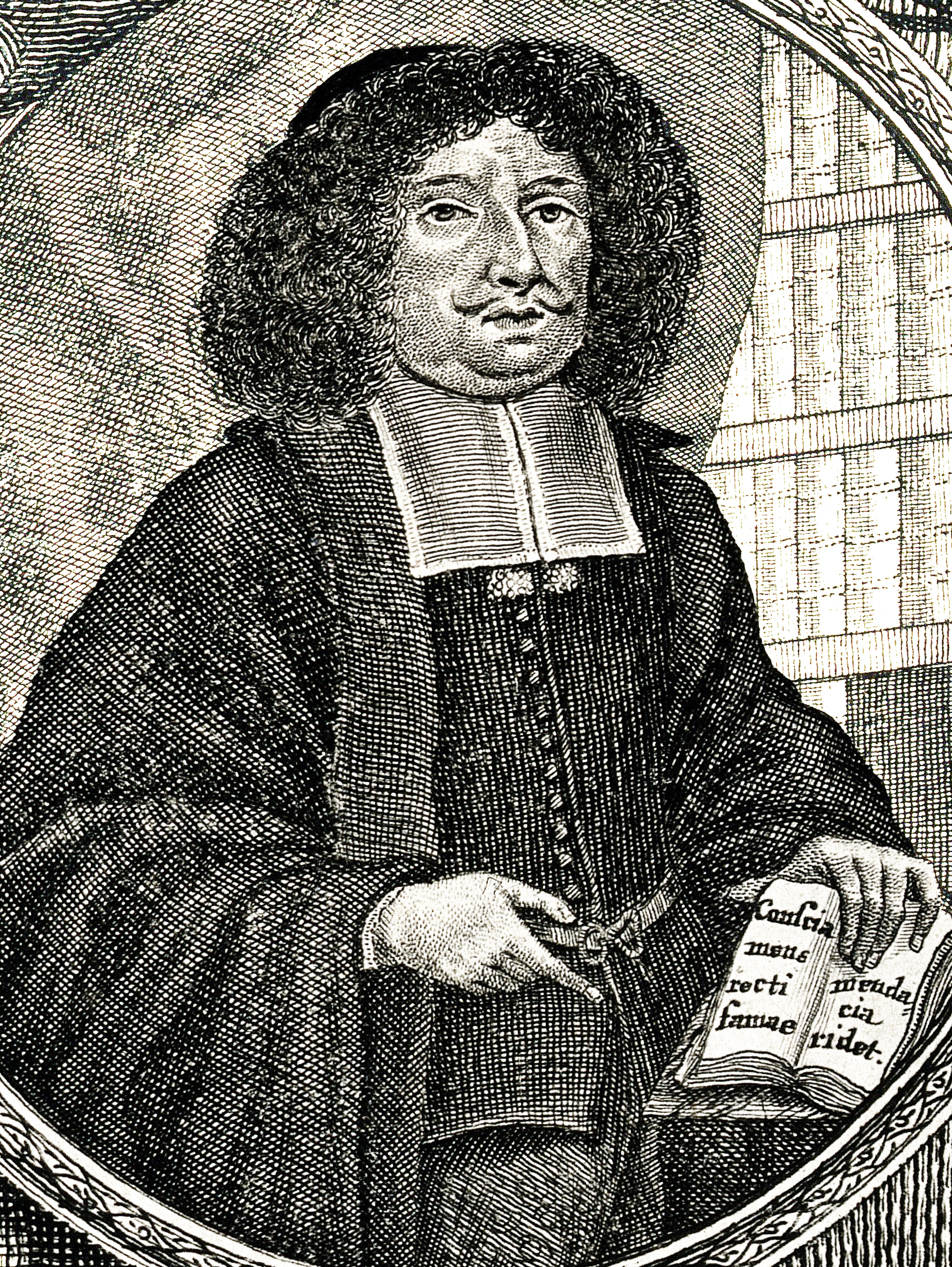
Johann Joachim Becher

A flogiszton nevű anyag, mellyel a 17. században az égés folyamatát próbálták magyarázni, a kémia fejlődésének egyik mérföldköve. A szó eredete a görög „égő” szóból ered (ami rokon a latin flamma, láng szóval).
A Georg Ernst Stahl (1659–1734) által kidolgozott elmélet szerint minden éghető anyagban flogiszton található, ami az égést okozza. Az anyagok égésekor azokból eltávozik a flogiszton, és minél többet tartalmaznak ebből, annál hevesebben égnek. Azt a tényt, hogy az égéskor az anyagok tömege növekszik, egyesek azzal magyarázták, hogy a flogiszton tömege negatív, azt a gravitáció „taszítja”.
Az elmélet alapját Johann Joachim Becher (1635–1682) vetette meg: eszerint az égéssel „zsíros föld” (terra pinguis) távozik. Ezt az elméletet fejlesztette tovább Stahl, aki 1731-ben publikálta koncepcióját „Experimenta” című munkájában. 
Az elmélet jelentősége volt, hogy szakított a misztifikáló és alkimista felfogással, és a folyamatot megpróbálta tudományos alapokra helyezni, így lehetővé tette az elmélet pontosítását, vagy akár – mint ez esetben is – cáfolatát. Munkája nemzetközi elismerést ért el, számos országban megismerték és elismerték — Magyarországon például Winterl Jakab (1732–1809), a Nagyszombati Egyetem kémiaprofesszora hirdette.
A flogisztonelméletet végül Antoine Laurent Lavoisier (1734–1794) cáfolta meg. Ő más vegyészek – Cavendish, Scheele, Priestley – munkáin alapuló elméletével bizonyította az oxigén részvételét az égés folyamatában.